# Памятник М. М. Расковой (Саратов)
Памятник Марине Михайловне Расковой — скульптурный монумент знаменитой лётчице, Герою Советского Союза Марине Михайловне Расковой. Расположен в Саратове на улице Ароновой, напротив общеобразовательной школы №93. Памятник был открыт 9 мая 1968 году по проекту скульпторов Р. П. Харитонова, В. Н. Ощепкова. Является объектом культурного наследия регионального значения.

## Описание

Памятник М. М. Расковой (крупный план)

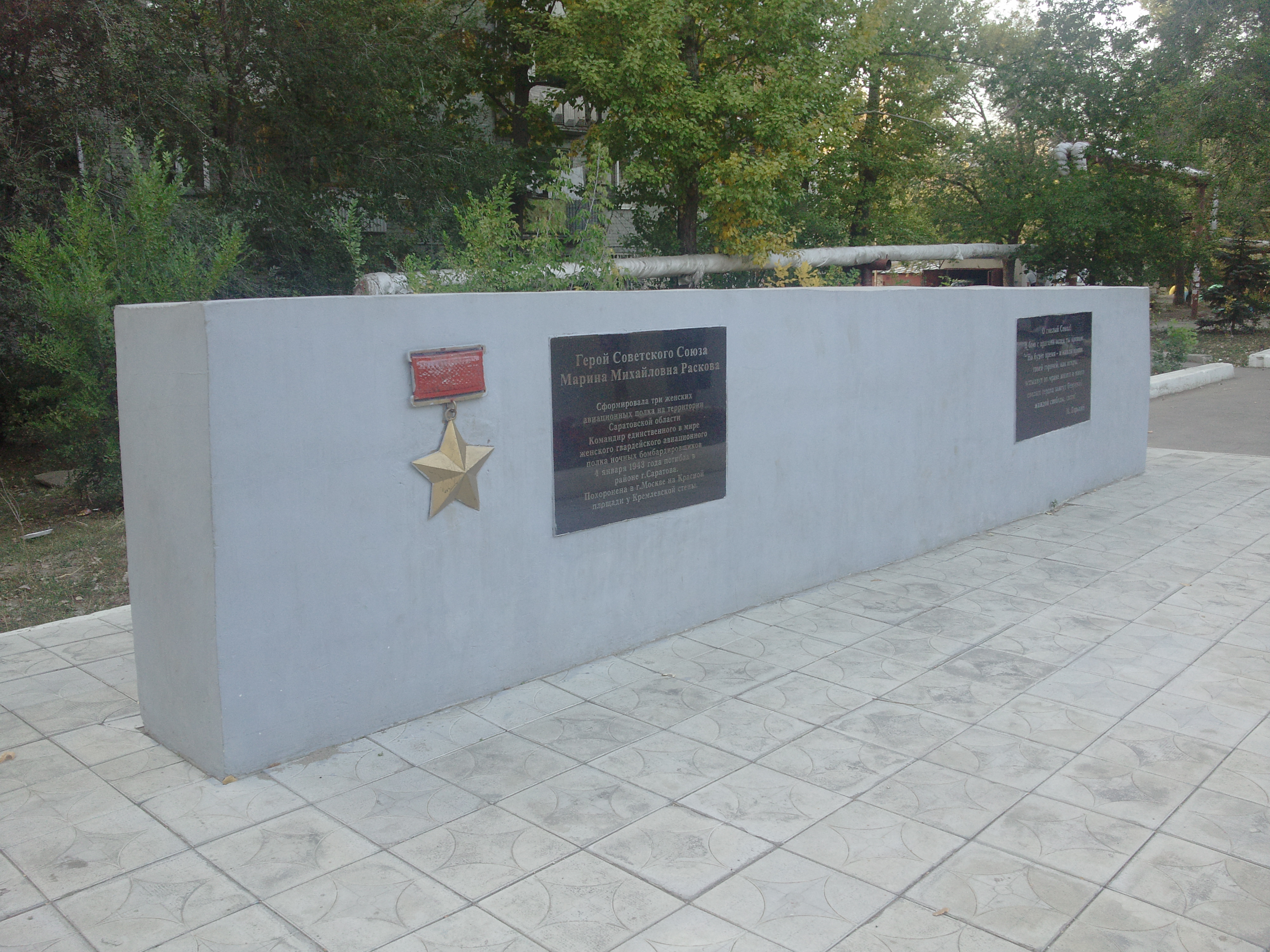
Мемориальная плита — элемент композиции

Марина Михайловна Раскова — советская лётчица-штурман, майор Военно-воздушных сил Красной армии, одна из первых женщин, удостоенная звания Герой Советского Союза. 
Саратовский памятник Марине Расковой находится на улице имени лётчицы-героя Ароновой, между улицами Осипова и Жуковского, напротив городской общеобразовательной школы №93. 
В середине 1960-х годов по инициативе педагогического коллектива и учащихся школы №93 был начат сбор средств на возведение памятника в честь знаменитой лётчицы Марины Расковой. Огромную помощь в этом оказали в то время родители учеников, а также целый ряд коллективов саратовских предприятий: СВВКИУ имени Лизюкова А.И., завод "Корпус" и администрация района. Памятник Расковой был торжественно открыт 9 мая 1968 года. Более 300 женщин-лётчиц из женских авиационных полков, созданных Мариной Михайловной, прибыли на открытие данного монументального объекта. Также на церемонии находились дочь и брат Героя.
Студенты-дипломники Московского архитектурного института Р. П. Харитонов и саратовец В. Н. Ощепков стали авторами скульптурной композиции. Монумент состоит из 14-метровой стелы, на вершине которой расположились стальные соколы, а в центре — скульптурный портрет Расковой. Рядом установлены плиты со словами из "Песни о Соколе" Максима Горького: «О, смелый Сокол! В бою с врагами истек ты кровью».
С того времени площадь у монумента стала местом проведения торжественных мероприятий микрорайона и школы. В год 65-летия победы скульптурная композиция была отреставрирована, территория окружающая памятник, благоустроена.